# 하드 록 카페

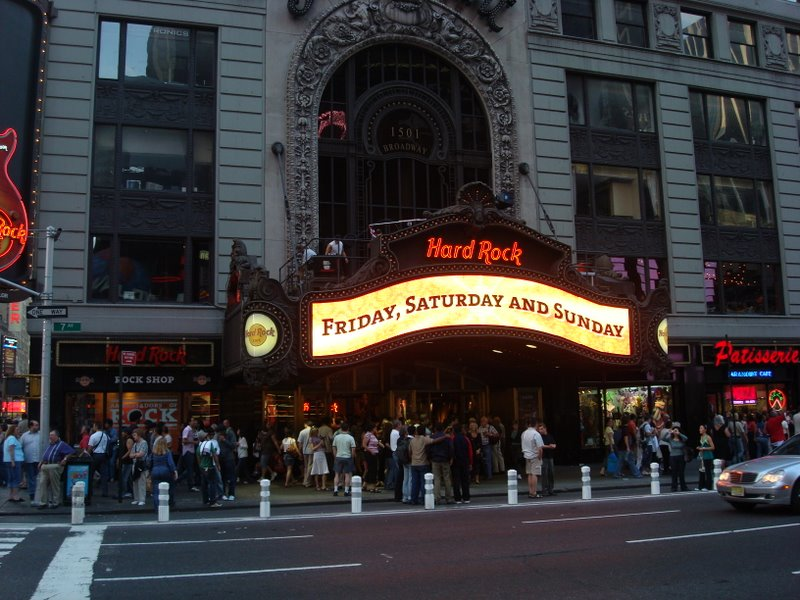
타임스 스퀘어에 위치한 하드 록 카페

하드 록 카페(영어: Hard Rock Cafe)는 레스토랑 체인이다. 1971년 6월 14일, 런던에 거주하는 미국인 아이작 티그렛와 피터 모턴에 의해 설립되었다. 2007년 플로리다주의 세미놀족 단체에 매각되어 본사가 플로리다주로 이주했으며, 북아메리카, 유럽, 라틴 아메리카, 중동, 카리브 해, 아시아 등 세계 주요 도시에 120개 이상의 점포가 있다.

## 같이 보기
- 버바 검프 슈림프 컴퍼니
- Morrison Hotel
- 플래닛 할리우드
- 레인포리스트 카페